# Bandikot
Bandikot (Bandicota) – rodzaj ssaków z podrodziny myszy (Murinae) w obrębie rodziny myszowatych (Muridae).

## Rozmieszczenie geograficzne
Rodzaj obejmuje gatunki występujące w Azji.

## Morfologia
Długość ciała (bez ogona) 145–350 mm, długość ogona 75–280 mm, długość ucha 22–33 mm, długość tylnej stopy 27–60 mm; masa ciała 140–600 g.

## Systematyka
Rodzaj zdefiniował w 1873 roku angielski zoolog John Edward Gray w artykule zatytułowanym „Notatki o szczurach, z opisem kilku nowych gatunków z Panamy i Wysp Aru”, opublikowanym w czasopiśmie The Annals and Magazine of Natural History. Gatunkiem typowym jest (oznaczenie monotypowe) bandikot indyjski (B. indica).

### Etymologia
- Bandicota: zniekształcona nazwa pandi-kokku oznaczająca w telegu ‘świnio-szczura’. Rodzima nazwa bandikota odnosi się do jego zwyczaju chrząkania jak świnia podczas ataku lub podczas biegania w nocy[8][9].
- Gunomys: gr. γoυνoς gounos ‘owocny, płodny’[10]; μυς mus, μυος muos ‘mysz’[11]. Gatunek typowy (oryginalne oznaczenie): Arvicola bengalensis J.E. Gray, 1835.

### Podział systematyczny
Do rodzaju należą następujące występujące współcześnie gatunki:
| Grafika | Gatunek               | Autor i rok opisu | Nazwa zwyczajowa     | Podgatunki         | Rozmieszczenie geograficzne | Podstawowe wymiary                              | Status IUCN |
| ------- | --------------------- | ----------------- | -------------------- | ------------------ | --- | ----------------------------------------------- | ----------- |
|         | Bandicota indica      | (Bechstein, 1800) | bandikot indyjski    | gatunek monotypowy | Azja Południowa i Południowo-Wschodnia, na wschód od Indii do Chińskiej Republiki Ludowej (Fujian); również wyspa Cát Bà (północny Wietnam); introdukowany na Półwyspie Malajskim, Jawie i być może na Tajwanie; zakres wysokości: 0–1500 m n.p.m. | DC: 18,8–35 cm DO: 14,6–28 cm MC: 375–600 g     | LC          |
|         | Bandicota bengalensis | (J.E. Gray, 1835) | bandikot bengalski   | gatunek monotypowy | wschodni Pakistan i Indie na wschód do Mjanmy, Sri Lanka; introdukowany w Arabii Saudyjskiej, Tajlandii, na Półwyspie Malajskim, Sumatrze i Jawie                                                                                                  | DC: 16,1–24 cm DO: 11,2–18,8 cm MC: brak danych | LC          |
|         | Bandicota savilei     | O. Thomas, 1916   | bandikot indochiński | gatunek monotypowy | środkowy Mjanma, Tajlandia, Kambodża i Wietnam; być może niziny Laosu | DC: 14,5–22 cm DO: 7,5–17,8 cm MC: 140–220 g    | LC          |

Kategorie IUCN:  LC  – gatunek najmniejszej troski.
Opisano również gatunek wymarły z pliocenu dzisiejszych Indii:
- Bandicota sivalensis Patnaik, 2001